# Flower City Union
Il Flower City Union è un club calcistico professionistico statunitense con base a Rochester, nello stato di New York, e che disputa le proprie partite casalinghe presso il Marina Auto Stadium, impianto dotato di una capienza di 13.768 posti.
A partire dalla stagione 2022 milita nella NISA, terza divisione della piramide calcistica americana.

## Storia
Nel novembre 2020 un gruppo di imprenditori guidato da David Weaver, fondatore della Aphex BioCleanse Systems Inc., sottoscrisse una richiesta per entrare a far parte della National Independent Soccer Association con una nuova società calcistica con sede a Rochester. Di lì a poco Mark Washo, ex dirigente dei Rochester Rhinos, fu ingaggiato quale direttore sportivo e il club formò una partnership con il St. John Fisher College. Il 17 dicembre 2020 la NISA approvò la richiesta della società di unirsi alla lega a partire dalla stagione 2022. Di lì a poco venne svelato anche il nome del club, mentre invece stemma e colori sociali vennero svelati qualche mese più tardi, il 14 aprile 2021.
Il 21 giugno 2021 fu annunciato che il Flower City Union avrebbe incorporato tra i propri ranghi le squadre di calcio a 11 dei Rochester Lancers, sia in campo maschile (NPSL) che femminile (UWS); la squadra della NPSL avrebbe d'ora in avanti funto da squadra riserve, mentre quella UWS avrebbe rappresentato la prima squadra femminile del club. Qualche mese dopo, il 12 ottobre 2021, il club lanciò un'iniziativa di azionariato popolare, consentendo così ai tifosi di investire nella società.

## Colori e simboli
Il nome del club deriva dal soprannome della città di Rochester, ovverosia Flower City. Analogamente, il simbolo del club è il fiore di lillà, il quale compare nello stemma del club e che è anche il colore sociale del club.

## Stadio
Il club disputa i propri incontri casalinghi presso il Marina Auto Stadium, stadio dotato di una capienza di 13.768 posti a sedere e dal 2006 al 2017 stadio di casa dei Rochester Rhinos della USL.

## Palmarès

### Competizioni nazionali
- National Independent Soccer Association: 1

2023